# Justs Sirmais
Justs Sirmais (nascut el 6 de febrer del 1995), també conegut únicament per Justs, és un cantant letó, més conegut per haver representat la seva nació al Festival d'Eurovisió l'any 2016 amb la cançó "Heartbeat".